# Население Мьянмы

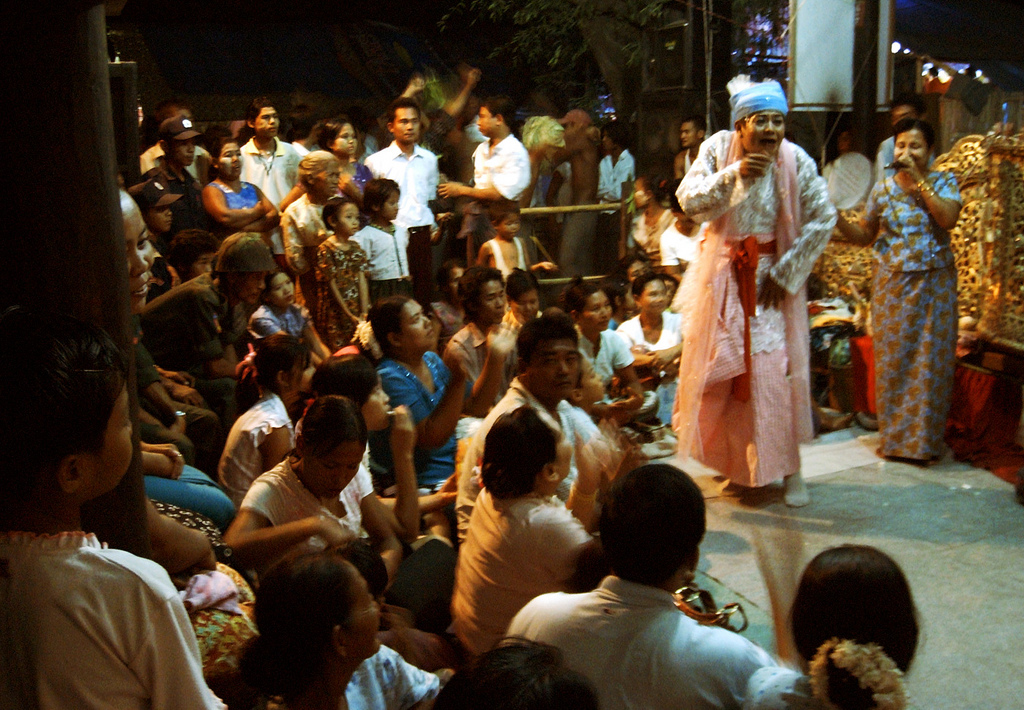
Представление в Амаяпуе

Население Мьянмы составляет 51,5 миллион человек.

## Основные сведения о населении

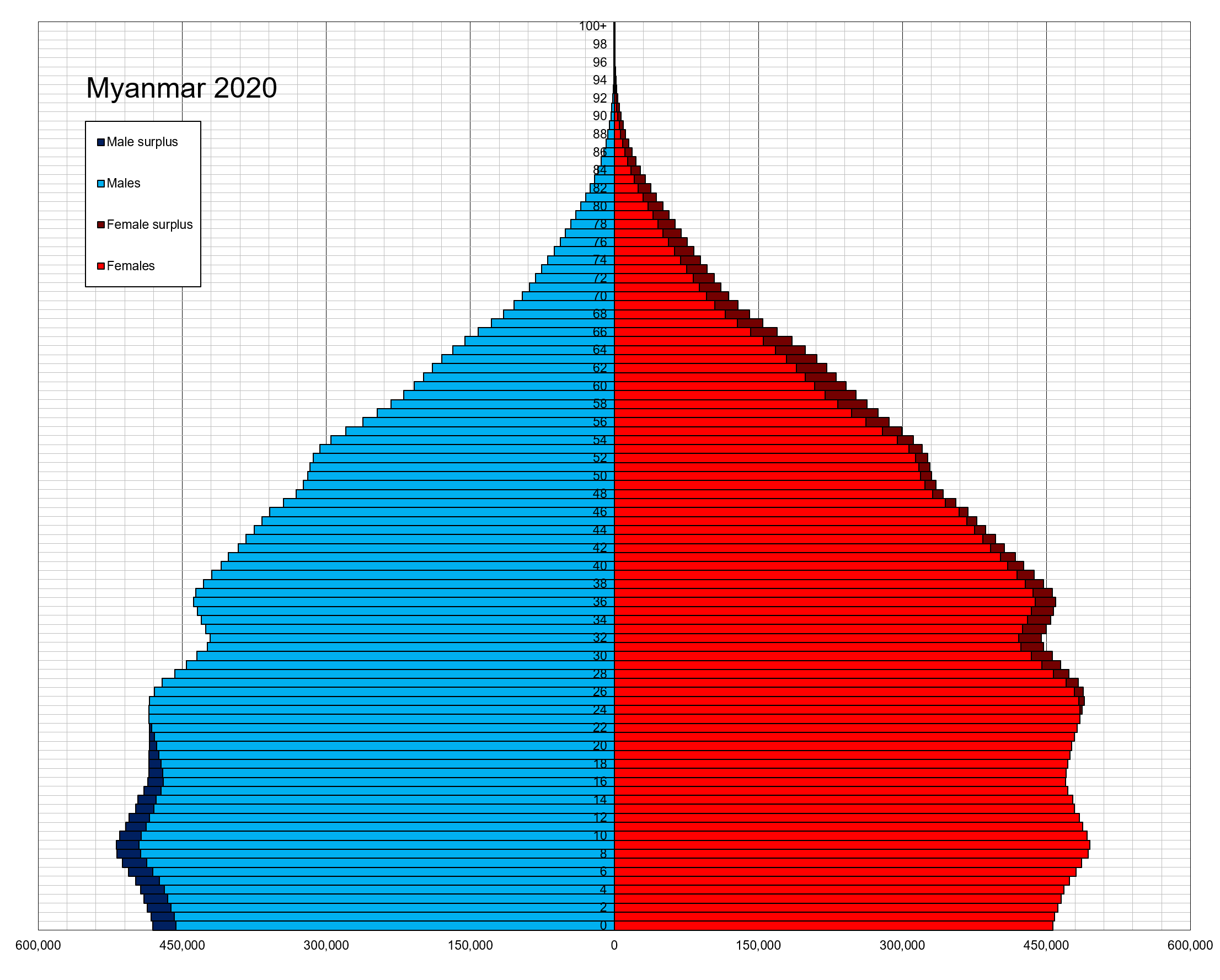
Возрастно-половая пирамида населения Мьянмы на 2020 год

### Перепись 2014 года
По результатам переписи 2014 года население страны составило 51 419 420 (50 213 067 лично поучаствовавших и 1 206 353 жителя северных регионов штатов Ракхайн, Качин и Кайин, не принимавших участия в переписи населения, оценка). Женщины составляют 51,8 % населения. В стране насчитывается 10 889 348 домохозяйств. Средний размер домохозяйства 4,4 человека, в штатах Качин и Чин — 5,1, в административных областях Иравади, Магуэ, Пегу и в Нэйпьидо — 4,1.

### Всемирная книга фактов ЦРУ
Версия Всемирной книги фактов ЦРУ.
Медианный возраст жителей — 27,9 года (мужчин — 27,3; женщин — 28,5). Ожидаемая продолжительность жизни новорождённых — 65,94 года (68,46 у женщин и 63,57 у мужчин).
Дети до 14 лет составляют 26,4 % населения, пожилые люди старше 65 лет — 5,2 %.
Скорость прироста населения — 1,03 %. Коэффициент рождаемости — 2,18 детей на женщину. Распространённость контрацептивных средств — 46 %.
На каждую рождённую девочку приходится 1,06 мальчика. В промежутке 15—24 года соотношение становится 1:1,03, в 25—54 — 1:0,99. Всего в Мьянме на каждую женщину приходится 0,99 мужчины.
Уровень материнской смертности на 2010 год — 200 смертей на 100 000 живорождённых. Уровень младенческой смертности — 44,91 смертей на 1000 живорождённых. Страдающих ожирением — 4 %; детей, страдающих недовесом — 22,6 %. ВИЧ/СПИД больны 195 700 человек, что составляет 0,6 % населения.
Городское население составляет 32,6 %, коэффициент урбанизации — 2,49 %. Интенсивность чистой миграции — минус 0,3 на 1000 жителей. Крупнейшие города по состоянию на 2009 год — Янгон, 4,3 млн жителей; Мандалай, 1 млн; Нейпьидо (столица), 992000.
Уровень грамотности (лица старше 15 лет, могущие читать и писать) — 92,7 %, среди мужчин — 95,1 %, женщин — 90,4 %.

## Народы Мьянмы
Мьянма — этнически разнородная страна, в которой национальные меньшинства составляют от 30 до 40 процентов населения. Бирманцы — титульная нация, исповедующая буддизм. Проживают в основном на равнинах в центральной части страны. Большинство малых народов страны также буддисты (среди жителей окружающих равнины холмов это шаны, моны, араканцы, среди горных жителей — карены, пао, палаунг), однако многие качины, кая и чины перешли в христианство, а рохинджа исповедуют ислам.

### Колониальный период

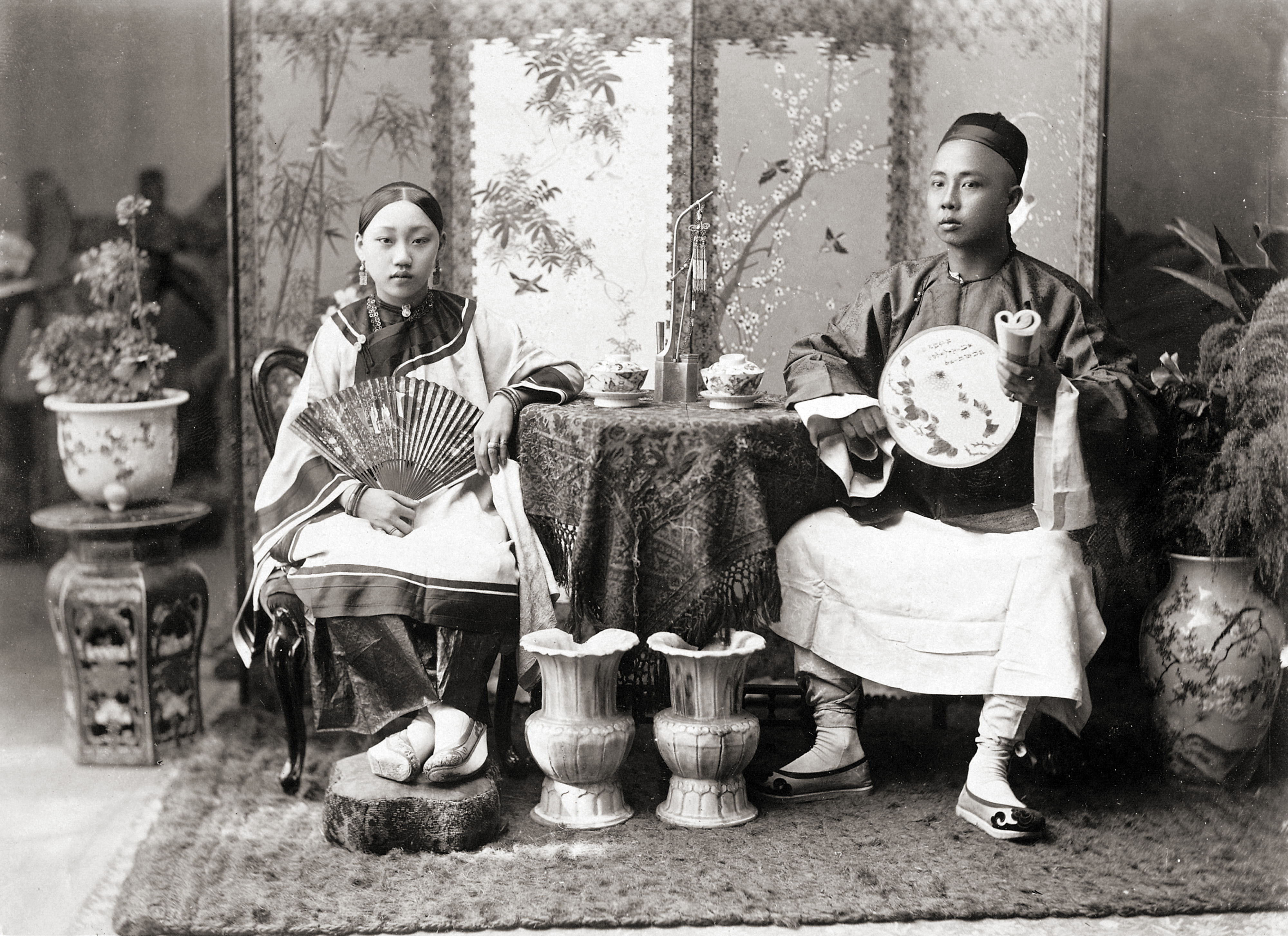
Бирманские китайцы-торговцы; 1890-е годы

В целом можно сказать, что в колониальную эпоху среди рабочего класса иностранцы в основном занимали промышленный сектор экономики, а местные жители были вовлечены в сельское хозяйство. С колониальным завоеванием страны в 1886 году в Мьянму хлынули потоки индийцев, и 1930 году индийцы составляли в Янгоне большинство населения. Среди врачей, практиковавших западную медицину, почти 60 % были индийцами. Китайцы занимались в Мьянме торговлей ещё до колониального правления, но англичане официально одобряли увеличение их вовлечённости в добывающие отрасли, и китайская диаспора Мьянмы также выросла. Кроме того, колониальная администрация старалась нанимать в армию принявших христианство каренов, чинов и качинов, а не бирманцев, что стало дополнительным пунктом в длинном списке претензий к британцам. После получения независимости новое правительство начало национализацию, которая вызвала коллапс экономики. Не Вин официально обвинял в экономических проблемах китайскую диаспору, поэтому и китайцы, и индийцы массово покидали страну, спасаясь от погромов 1967 года.

### Независимая Бирма
После начала японской оккупации в 1942 году японцы создали первую в новейшей истории страны национальную армию, в которую принимали только этнических бирманцев. Союзники же набирали в антияпонские войска представителей малых народов, обещая предоставление независимости после окончания Второй мировой войны.
Гражданская война, начавшаяся после провозглашения независимости, сильно ударила по меньшинствам, так как большинство боёв происходило на территориях, занятых национальными меньшинствами, а новое правительство отказывалось принимать права малых народов всерьёз. Появились вооружённые армии национальных меньшинств (шанов, каренов и других). Переворот 1962 года лишь ухудшил ситуацию.
Для оплаты оружия национальные армии зачастую прибегали к продаже опиума и торговле людьми; в частности, Объединённая партия государства ва в 2005 году была названа одним из крупнейших наркопроизводителей и трафикинговых группировок в мире.

### Современное состояние

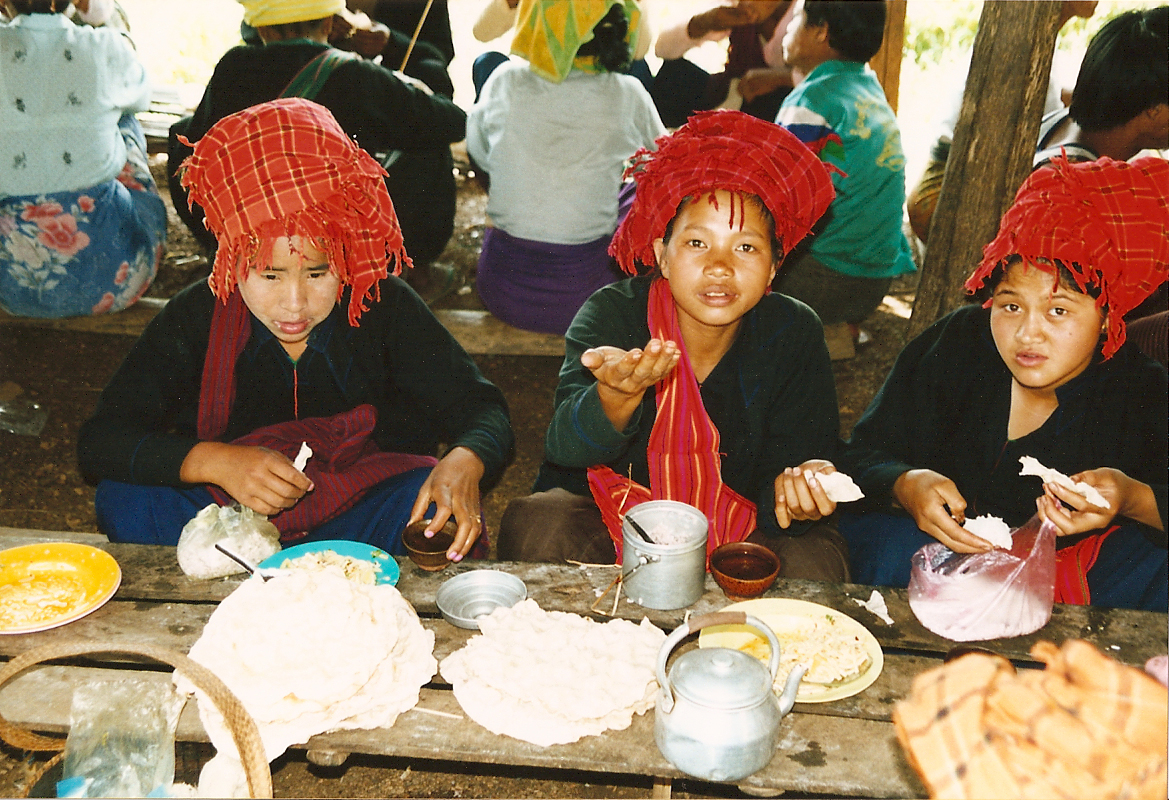
Женщины народности пао

После принятия конституции 2008 года были созданы шесть национальных самоуправляемых зон.
Лидеры национальных меньшинств обвиняют правительство в эксплуатации территорий меньшинств: правительство добывает полезные ископаемые (нефть, газ, золото, рубины, жад) и лес в местах традиционного проживания малых народов, но деньги, полученные от продажи этих ресурсов, не возвращаются туда, а оседают в Янгоне и Нэйпьидо.
Кроме того, малые языки и культуры испытывают давление бирманского языка и культуры: образование даже в регионах ведётся почти только на бирманском языке, а артефакты небирманского происхождения уничтожают. Так, в 1991 году армией был разрушен шанский дворец в Чёнгтуне, шаны восприняли это как попытку стереть шанскую культуру с лица Земли. Моны относительно успешно противостоят бирманизации и сумели наладить обучение на своём языке в так называемых монских национальных школах. Сохраняется также преследование по религиозному признаку: согласно ООН, рохинджа являются одним из самых преследуемых национальных меньшинств в мире.
В 2012 году был снят закон о запрете публикаций на языках, кроме мьянманского, а народам, прекратившим вооружённое сопротивление, формально разрешено преподавание на местных языках (но при этом финансирование должно осуществляться за местный же счёт). Это привело к спаду напряжённости и прекращению огня.
Основную массу беженцев из Мьянмы составляют чины, рохинджа, бирманцы-мусульмане, моны и араканцы.

## Комментарии
1. ↑  Следует принимать во внимание тот факт, что до 2014 последняя повсеместная перепись населения в стране прошла в 1931 году, в связи с чем все количественные оценки периода 1931—2014 годов очень приблизительны